# Rajd Dolnośląski 1964
2. Podkarpacki Rajd Zimowy – 2. edycja Podkarpackiego Rajdu Zimowego. Był to rajd samochodowy rozgrywany od 30 do 31 maja 1964 roku o współczynniku 3. Była to druga runda Rajdowych Samochodowych Mistrzostw Polski w roku 1964. Został rozegrany na nawierzchni asfaltowej. W rajdzie nie prowadzono klasyfikacji ogólnej, tylko w poszczególnych klasach, w których startowali zawodnicy.

## Wyniki końcowe rajdu[1][2]

### Kategoria 2 klasa 2
| Miejsce | Kierowca         | Pilot          | Samochód          |
| ------- | ---------------- | -------------- | ----------------- |
| 1       | Stefan Munchberg | ?              | Triumph TR4       |
| 2       | Ksawery Frank    | J. Czerwieniec | Volkswagen 1500 S |

### Kategoria 2 klasa 1
| Miejsce | Kierowca         | Pilot                    | Samochód           |
| ------- | ---------------- | ------------------------ | ------------------ |
| 1       | Antoni Weiner    | Władysław Helis          | Morris Mini Cooper |
| 2       | H. Schoennman    | Mieczysław Ciecierzyński | Renault R 8        |
| 3       | Adam Smorawiński | ?                        | Warszawa M-20      |

### Kategoria 1 klasa 4-5
| Miejsce | Kierowca          | Pilot           | Samochód            |
| ------- | ----------------- | --------------- | ------------------- |
| 1       | Wojciech Młyńczyk | K. Wójcicki     | Volkswagen 1200     |
| 2       | Jan Pach          | Stanisław Dalka | Volkswagen 1200     |
| 3       | Zofia Kwaśniewska | ?               | Volkswagen 1200     |
| 4       | Jan Soczek        | Zenon Leszczuk  | Skoda Octavia Super |

### Kategoria 1 klasa 3
| Miejsce | Kierowca          | Pilot               | Samochód      |
| ------- | ----------------- | ------------------- | ------------- |
| 1       | Alfons Tobolski   | Jerzy Sypniewski    | Wartburg 312  |
| 2       | Ryszard Pawlitka  | Grzegorz Spychalski | Wartburg 312  |
| 3       | Julian Kamiński   | Zygmunt Bronisz     | Wartburg 1000 |
| 4       | Stefan Dobrzyński | J. Wilczyński       | Wartburg 312  |

### Kategoria 1 klasa 2
| Miejsce | Kierowca            | Pilot               | Samochód     |
| ------- | ------------------- | ------------------- | ------------ |
| 1       | Kazimierz Osiński   | Mieczysław Sochacki | Fiat 600 D   |
| 2       | Marian Zatoń        | Tadeusz Byzia       | Syrena 103 S |
| 3       | Henryk Kalinowski   | ?                   | Syrena 103 S |
| 4       | Wiesław Mrówczyński | Z. Krasuski         | Fiat 600 D   |
| 5       | Bogdan Łabęcki      | Tadeusz Truchel     | Syrena 103 S |
| 6       | Julian Robak        | ?                   | Fiat 600 D   |

### Kategoria 1 klasa 1
| Miejsce | Kierowca       | Pilot            | Samochód    |
| ------- | -------------- | ---------------- | ----------- |
| 1       | Jan Wolski     | Jerzy Pacanowski | Trabant 600 |
| 2       | Henryk Kosecki | S. Bartoszewski  | Trabant 600 |